# 清川村 (大分県)
清川村（きよかわむら）はかつて、大分県の南西部の大野郡の中央部に位置していた村である。2005年3月31日に三重町・緒方町・朝地町・大野町・千歳村・犬飼町と合併して豊後大野市となった。現在は豊後大野市清川町と呼ばれる。

## 歴史
- 1955年（昭和30年）1月1日 - 大野郡牧口村・合川村・白山村が合併し清川村となる。
- 2005年（平成17年）3月31日 - 三重町・緒方町・朝地町・大野町・千歳村・犬飼町と合併して豊後大野市となる。

## 交通
最寄り空港は大分空港。

### 鉄道
- 九州旅客鉄道
  - 豊肥本線：豊後清川駅

### 道路

#### 一般国道

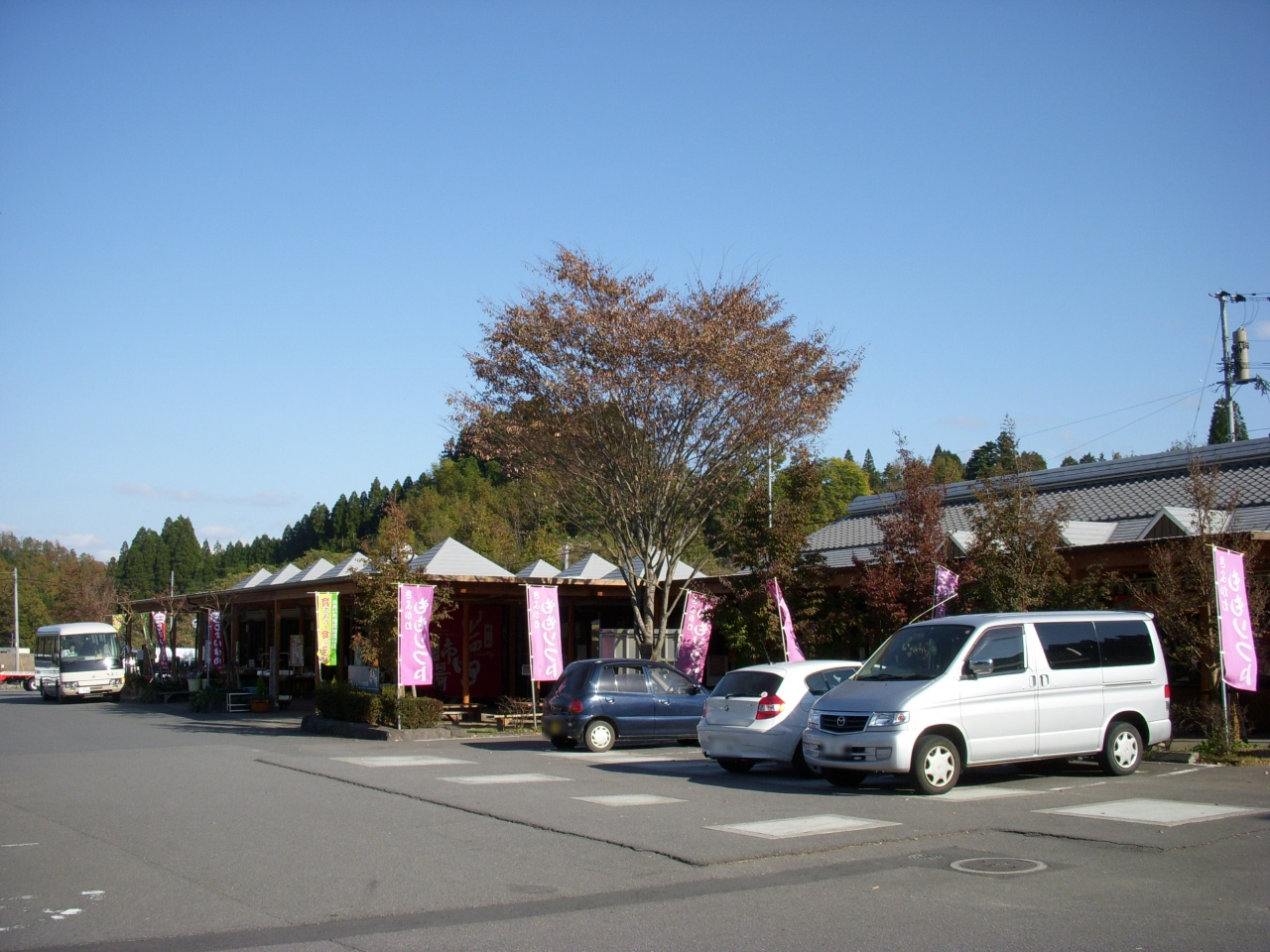
道の駅きよかわ

- 国道502号
  - 道の駅きよかわ

#### 県道
主要地方道
- 大分県道26号三重野津原線
- 大分県道45号宇目清川線

一般県道
- 大分県道410号牧口徳田竹田線
- 大分県道634号六種緒方線
- 大分県道688号中津留轟牧口停車場線

## 名所・旧跡・祭事
- 岩戸遺跡 - 国の史跡
- 御嶽流神楽

## 一村一品
平松守彦元大分県知事が提唱した「一村一品運動」で、以下の特産品が清川村の「一村一品」に指定されていた。
- クリーンピーチ
- 御獄まむし
- 豊後牛